# Kōsuke Mine
Kōsuke Mine (jap. 峰 厚介, Mine Kōsuke, eigentlich Kenji Wakabayashi, * 6. Februar 1944 in der Präfektur Tokio) ist ein japanischer Jazz- und Fusion-Musiker (Tenor- Alt- und Sopransaxophon, auch Bassklarinette).

## Leben und Wirken
Kōsuke Mine lernte als Kind zunächst Klarinette, bevor er als Jugendlicher zum Saxophon wechselte. 1970 nahm er im Postbop-Idiom sein Debütalbum First/Morning Tide (Philips) auf. Nun arbeitete er in der Jazzszene Japans mit Masabumi Kikuchi, Hideto Kanai (Q, 1971) und den dort gastierenden Musikern Gil Evans, Joe Henderson und Mal Waldron. Von 1973 bis 1975 lebte er in New York City, um zu studieren; nach seiner Rückkehr nach Japan war er Mitglied der Fusionband Native Son (mit Takehiro Honda (Keyboards), Motonobu Ohde (E-Gitarre), Tamio Kawabata (E-Bass) und Hiroshi Murakami (Schlagzeug)), mit der er mehrere Alben einspielte und 1983 auf dem Montreux Jazz Festival auftrat (Carnival, Polydor). Weiterhin spielte er mit Nobuyoshi Ino, Sadao Watanabe, Terumasa Hino, Masahiko Togashi, Hiroshi Murakami, Sumiko Yoseyama, Masahiko Satō, Shun Sakai, Takeshi Shibuya, ferner mit Nancy Wilson und George Russell. Im Bereich des Jazz war er zwischen 1970 und 2011 an 76 Aufnahmesessions beteiligt.

## Diskographische Hinweise
- Morning Tide (Philips, 1970), mit Masabumi Kikuchi, Larry Ridley, Lenny McBrowne
- Mine (Three Blind Mice, 1970), mit Takashi Mizuhashi, Hiroshi Murakami, Hideo Ichikawa, Takashi Imai
- Kimiko Kasai & Kosuke Mine Quartet: Yellow Carcass in the Blue (Three Blind Mice, 1971), mit Yoshio Suzuki, Hiroshi Murakami, Masahiro Kikuchi
- Daguri (JVC Victor, 1973), mit Hideaki Mochizuki, Hiroshi Murakami, Humio Itabashi, Hideo Miyata
- Out of Chaos (East Wind Records, 1974), mit Tsutomu Okada, Motohiko Hino, Masabumi Kikuchi
- Sunshower (East Wind, 1976), mit Mikio Masuda
- Solid (East Wind, 1976)
- 2nd Album (Three Blind Mice, 1970. ed. 1977), mit Yoshio Suzuki, Hiroshi Murakami, Yoshiaki Masuo,
- Major to Minor (Verve Records, 1993), mit Tsutomu Okada, Ryōjirō Furusawa, Kazumasa Akiyama, Junichiro Ohkuchi
- With Your Soul (Mineg, 2011), mit Eriko Shimuzu, Tomokazu Sugimoto, Hiroshi Murakami

## Lexikalischer Eintrag
- Kazunori Sugiyama, Kosuke Mine. The New Grove Dictionary of Jazz. 2nd edition, ed. Barry Kernfeld.